# Dīmītrīs Diamantidīs
Dīmītrīs Diamantidīs (in greco Δημήτρης Διαμαντίδης?; Kastoria, 6 maggio 1980) è un ex cestista greco, che giocava come playmaker.

## Carriera

### Club
Ha cominciato la sua carriera nel 1994, all'età di 14 anni, vestendo la maglia del Kastoria BC, squadra della sua città, e rimanendovi per cinque anni. Nell'estate del 1999 firmò il suo primo contratto da professionista, con l'Īraklīs di Salonicco. Dalla seconda stagione cominciò a essere schierato regolarmente in quintetto.
Fece un grande salto di qualità trasferendosi nel 2004 al Panathinaikos di Atene, uno dei principali club di A1 Ethniki e di Eurolega. Con il Panathinaikos il play greco ha vinto nove campionati greci, otto Coppa di Grecia e tre Euroleghe: 2006-07, 2008-09, 2010-11.
Ha conquistato anche diversi trofei individuali. Da ricordare i sei titoli di "Miglior giocatore difensivo dell'anno" in Eurolega (2005, 2006, 2007, 2008, 2009 e 2011), i sei titoli di "MVP del campionato greco" (2004, 2006, 2007, 2008, 2011, 2014) e i due premi come "MVP delle Final Four" in Eurolega (2007 e 2011) e il titolo di "MVP dell'Eurolega" (2011).
Grazie a questo palmarès di tutto rispetto sia a livello di club che personale, il presidente del Panathīnaïkos, Pavlos Giannakopoulos, ha messo sotto contratto Diamantidīs fino al 2015, con uno stipendio annuo di 1,9 milioni di euro.

### Nazionale
Ha fatto parte della Nazionale greca. Con la selezione ellenica ha vinto l'Eurobasket 2005 e ha raggiunto la medaglia d'argento al Mondiale 2006 in Giappone, perso in finale contro la Spagna.

## Statistiche

### Eurolega
| Anno       | Squadra       | PG  | PT  | MP   | TC%  | 3P%  | TL%  | RP  | AP   | PRP | SP  | PP   |
| ---------- | ------------- | --- | --- | ---- | ---- | ---- | ---- | --- | ---- | --- | --- | ---- |
| 2004-2005  | Panathīnaïkos | 25  | 20  | 27,4 | 54,4 | 46,7 | 70,9 | 3,7 | 3,1  | 2,0 | 0,6 | 8,5  |
| 2005-2006  | Panathīnaïkos | 23  | 22  | 30,1 | 49,3 | 26,9 | 78,5 | 4,5 | 2,9  | 2,3 | 0,8 | 8,7  |
| 2006-2007† | Panathīnaïkos | 24  | 24  | 29,1 | 48,9 | 46,0 | 78,0 | 3,9 | 3,9  | 2,2 | 0,6 | 8,9  |
| 2007-2008  | Panathīnaïkos | 19  | 19  | 31,0 | 48,5 | 43,5 | 76,9 | 5,3 | 3,3  | 1,8 | 0,7 | 8,5  |
| 2008-2009† | Panathīnaïkos | 21  | 12  | 27,3 | 48,7 | 44,1 | 86,3 | 4,4 | 3,1  | 1,5 | 0,5 | 8,5  |
| 2009-2010  | Panathīnaïkos | 12  | 9   | 26,7 | 55,9 | 51,6 | 73,8 | 2,9 | 3,3  | 1,5 | 0,3 | 9,4  |
| 2010-2011† | Panathīnaïkos | 22  | 21  | 30,6 | 43,4 | 37,0 | 87,2 | 3,9 | 6,2* | 1,6 | 0,1 | 12,5 |
| 2011-2012  | Panathīnaïkos | 23  | 21  | 30,0 | 44,8 | 42,5 | 88,2 | 3,7 | 4,8  | 1,5 | 0,5 | 11,5 |
| 2012-2013  | Panathīnaïkos | 27  | 25  | 31,6 | 36,9 | 31,5 | 71,2 | 3,4 | 5,8* | 1,4 | 0,4 | 8,1  |
| 2013-2014  | Panathīnaïkos | 29  | 27  | 31,2 | 32,4 | 28,3 | 76,3 | 2,4 | 6,2  | 1,4 | 0,1 | 8,9  |
| 2014-2015  | Panathīnaïkos | 27  | 27  | 27,4 | 41,0 | 37,9 | 81,4 | 2,3 | 5,9  | 0,9 | 0,3 | 8,0  |
| 2015-2016  | Panathīnaïkos | 26  | 1   | 21,3 | 45,9 | 37,6 | 82,7 | 2,3 | 4,2  | 0,8 | 0,2 | 7,2  |
| Carriera   | Carriera      | 278 | 228 | 28,7 | 44,2 | 37,5 | 79,5 | 3,5 | 4,5  | 1,6 | 0,4 | 9,0  |

## Palmarès

### Club
- Campionato greco: 9

Panathinaikos: 2004-05, 2005-06, 2006-07, 2007-08, 2008-09, 2009-10, 2010-11, 2012-13, 2013-14
- Coppa di Grecia: 10

Panathinaikos:	2004-05, 2005-06, 2006-07, 2007-08, 2008-09, 2011-12, 2012-13, 2013-14, 2014-15, 2015-16
- Eurolega: 3

Panathinaikos: 2006-07, 2008-09, 2010-11

### Nazionale
- Campionati mondiali

 2º (2006)
- Campionati europei

 1º (2005)

### Individuale
- A1 Ethniki MVP: 6

Īraklīs Salonicco: 2003-04
Panathinaikos: 2005-06, 2006-07, 2007-08, 2010-11, 2013-14
- A1 Ethniki MVP finali: 6

Panathīnaïkos: 2005-06, 2006-07, 2007-08, 2008-09, 2010-11, 2013-14
- Euroleague MVP: 1

Panathinaikos: 2010-11
- Euroleague Final Four MVP: 2

Panathinaikos: 2006-07, 2010-11
- Euroleague Best Defender: 6 (record)

Panathinaikos: 2004-05, 2005-06, 2006-07, 2007-08, 2008-09, 2010-11
- All-Euroleague First Team: 4

Panathinaikos: 2006-07, 2010-11, 2011-12, 2012-13
- Miglior quintetto del Campionato Europeo: 1

Nazionale: 2005
- MVP Coppa di Grecia: 2

Panathinaikos: 2008-09, 2015-16